# Moštenické travertíny
Moštenické travertíny je přírodní památka v oblasti NAPANT.
Nachází se v katastrálním území obce Moštenica v okrese Banská Bystrica v Banskobystrickém kraji. Území bylo vyhlášeno či novelizováno v roce 1981 na rozloze 1,7100 ha. Ochranné pásmo nebylo stanoveno.